# محمدعلی افراشته
محمدعلی افراشته (۱۲۸۷ (خورشیدی)، ۱۹۰۸، سنگر (رشت) -۱۳۳۸ (خورشیدی)، ۱۹۵۹، صوفیه) داستان‌نویس، روزنامه‌نگار، طنزپرداز، شاعر و مؤلف ایرانی بود.

## آغاز زندگی
محمدعلی راد باز قلعه‌ای (افراشته) فرزند حاج شیخ جواد مجتهد باز قلعه‌ای به سال ۱۲۸۷ خورشیدی در روستای بازقلعهٔ سنگر (رشت) به دنیا آمد. او از پیشگامان شعر گیلکی و از نام‌داران شعر ساده و روان فارسی و از بزرگان طنز اجتماعی ایران است.
از جوانی در پی تأمین معاش به کارهای گوناگونی پرداخت: گچ‌فروشی، شاگرد پادوئی شرکت‌های ساختمانی، شاگردی بنگاه‌های معاملات املاک، معمار شهرداری، آموزگاری، هنرپیشگی، تئاتر، مجسمه‌سازی، نقاشی و سرانجام روزنامه‌نگاری و شاعری. همکاری با مطبوعات را از روزنامهٔ امید در سال ۱۳۱۴ آغاز کرد و بعدها در روزنامهٔ توفیق طنز خود را آزمود. نام او بعد از شهریور ۱۳۲۰ به‌عنوان شاعری مردمی، مبارز و انساندوست بر سر زبان‌ها افتاد. در سال‌های پس از شهریور ۲۰ تا ۱۵ بهمن ۱۳۲۷ آثار افراشته در نشریات حزب تودهٔ ایران چاپ می‌شد.

## روزنامهٔ چلنگر

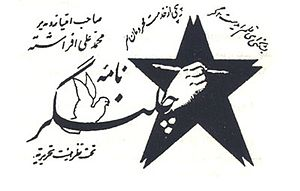
لوگوی روزنامه چلنگر

افراشته از ۱۷ اسفند ۱۳۲۹ روزنامهٔ چلنگر را منتشر کرد. این روزنامهٔ فکاهی و سیاسی در چهار صفحه به قیمت دو ریال منتشر می‌شد و بیشتر اشعار و مطالب آن متعلق به شخص افراشته بود. انتشار این روزنامه یک حادثه در دنیای شعر و مطبوعات ایران به‌شمار می‌رفت. بیتی از افراشته «بشکنی ای قلم ای دست اگر / پیچی از خدمت محرومان سر» سال‌ها سرتیتر روزنامه بود. دفتر آن در خیابان نواب بود که در عین حال منزل مسکونی افراشته نیز بود. منزلی که روز ۱۴ آذر ۱۳۳۰ مورد حمله اوباش و مخالفان وی قرار گرفت و همه چیز آن ویران شد.
افراشته همواره عشق و علاقهٔ فراوان به گردآوری ادبیات محلی داشت. اگرچه چلنگر به زبان فارسی منتشر می‌شد، اما از همان شمارهٔ اول صفحه‌ای را به ادبیات محلی اختصاص داد. در این صفحه اشعاری به گیلکی، آذربایجانی، کردی، ترکمنی، لری، مازندرانی و… چاپ می‌شد. به خاطر خود افراشته که در شعر گیلکی سرآمد بود سهم اشعار گیلکی بیشتر بود. پس از مدتی این صفحه از چلنگر منتشر نشد و افراشته اعلام کرد که شهربانی از انتشار ادبیات محلی جلوگیری کرده‌است.
انتشار چلنگر با کودتای ۲۸ مرداد ۱۳۳۲ قطع شد.
در دوران انتشار چلنگر و دوران جنبش ملی کردن نفت، فعالیت افراشته اوج گرفت و او چهل قصهٔ کوتاه نیز در همین سال‌ها منتشر کرد.
چلنگر به معنی قفل و کلیدساز و نیز به معنای شخصی است که از آهن، ابزار می‌سازد (آهنگر).
فضای چلنگر متأثر از فضای دوران ملی شدن صنعت نفت، مملو از عقاید مارکسیستی بود که بیشتر توسط حزب توده ایران دامن زده می‌شد.
چلنگر پس از پیروزی انقلاب اسلامی ایران در سال ۱۳۵۷، مجدداً منتشر شد ولی به دلیل ترویج افکار مارکسیستی و اتهام وابستگی به اتحاد جماهیر شوروی سوسیالیستی و حزب توده ایران تعطیل شد.

## مهاجرت و مرگ

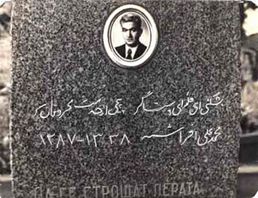
مزار افراشته

افراشته از سال ۱۳۳۲ به بعد زندگی مخفی را آغاز کرد. پس از کودتا تا یک سال و نیم در ایران مخفی بود و در خانه‌های همان مردمی زندگی می‌کرد که سوژه‌های اشعارش بودند. از چنگ فرمانداری نظامی گریخت و در اواخر سال ۱۳۳۴ از ایران خارج شد و به مهاجرت رفت. با نام مستعار «حسن شریفی» در بلغارستان ساکن شد. در ۱۳۳۶ در بلغارستان در هفته‌نامه «استرشل» (زنبور قرمز) به زبان بلغاری داستان می‌نوشت. کوشش فراوانی برای نوشتن داستان به کار می‌برد و با زحمت زیاد نوشته‌های خود را به دیگران می‌سپرد تا به بلغاری یا ترکی ترجمه کنند و خوانندگان بسیاری داشت."دماغ شاه" مجموعه نه داستان کوتا ه‌است که در سال ۱۳۳۸ش /۱۹۵۹ م به کوشش "دیمتری بلا کونف" پس از مرگ او به همین نام توسط انتشارات "رادی رادین "در صوفیه منتشر شد. این مجموعه پس از گذشت پنجاه سال به کوشش "بهزاد موسائی "نویسنده و محقق گیلانی ترجمه و در ۱۰۷ صفحه توسط انتشارات «فرهنگ ایلیا» در اسفند ۱۳۸۸ منتشر شد. افراشته دارای همسر و سه پسر بود و در دوران تبعید یکی از پسرانش را به دلیل نارسائی قلبی از دست داد.
افراشته در ۱۶ اردیبهشت ۱۳۳۸، درسن ۵۱ سالگی، با بیماری قلبی چشم بر جهان فروبست. او را در گورستان شهر صوفیه به خاک سپردند. بیت معروف او «بشکنی ای قلم …» بر سنگ گورش کنده شده‌است.

## محتوای آثار
افراشته در زمانی فعالیت می‌کرد که تودهٔ مردم به شعری ساده نیاز داشتند تا منعکس‌کنندهٔ احساس و دردهای ملموس زندگی آن‌ها باشد. ویژگی بارز شعر افراشته به‌کارگیری زبان مردم عامی بود. شیرین، ظریف و ساده شعر می‌گفت و به اشکال سنتی در اشعار موزون و مقفّی مقید نبود. مخاطب طنز او (اعم از نظم و نثر) مردم عامی و کم‌سواد و چهره‌های شعر او مردم محروم، توسری خورده، نفرین شده و آوارهٔ شهرها و روستاها بودند. بیکاری‌ها، دربدری‌ها، محرومیت‌ها، تبعیض‌ها، رشوه‌خواری‌ها و فساد دستگاه حاکمه مایه اصلی شعر او بود و به سبب آشنائی نزدیک با زندگی مردم خرده‌پا، در توصیف تیپ‌های اداری و بازاری توفیق داشت. در نتیجه صراحت، سادگیِ کلام، بی‌پیرایگی، هم‌دلی و هم‌زبانی او با تودهٔ مردم شعر او توانسته بود درعمق اجتماع نفوذ کند و به سرعت در خاطره‌ها و حافظه‌ها نقش بندد و شعار روز مردم کوچه و بازار شود.
در نثر، شتابزده و گزارشی می‌نوشت و به تناسب جهت‌گیری عقیدتی و سیاسی خود، جامعه را صحنهٔ درگیری منافع طبقاتی می‌دید. اوج هنر او در شعرهایی است که به زبان گیلکی سروده، تا آنجا که او را بزرگ‌ترین سرایندهٔ اشعار گیلکی می‌دانند.
افراشته در کنگرهٔ نویسندگان و شعرای ایران که در تیر ماه سال ۱۳۲۵ در تهران تشکیل شد شرکت کرد. در این کنگره، که به همت انجمن روابط فرهنگی ایران و شوروی ترتیب یافته بود، چهره‌هائی چون ملک‌الشعرای بهار، علامه دهخدا، احسان طبری، صادق هدایت، نیما یوشیج، کریم کشاورز، حکمت و ده‌ها شاعر و نویسندهٔ دیگر حضور یافته و به نوبت آثار خود را ارائه داده بودند. وقتی نوبت به افراشته رسید تا آثار خود را بخواند، او چند کلمه‌ای به سبک خود صحبت کرد و گفت: «در تهران، ما دو گروه دکتر داریم، گروهی در شمال شهر مطب دارند که ویزیت آن‌ها ۵ تومان است و گروهی دیگر هم در جنوب شهر، مثلاً در محلهٔ «اسمال بزاز» و «گود زنبورک خانه» که مردم را با دریافت ۵ ریال مداوا می‌کنند. دکتر شمال شهری ممکن است بعضی از روزها بیمار نداشته باشد و پولی هم گیرش نیاید، اما دکتر جنوب شهری حتماً روزی پنجاه نفر را ویزیت می‌کند و ۲۵ تومان درآمد دارد. منِ شاعر، مانند آن دکتر جنوب شهری هستم، شعرم مال مردم جنوب شهر است و ممکن است شعرای طرفدار پروپاقرص انوری و عسجدی آن را نپسندند ولی من طرفداران خودم را دارم.» او در این کنگره شعر «شغال محکوم» و «پالتوی چهارده ساله» را خواند.
پس از کودتای ۲۸ مرداد دربارهٔ افراشته سکوت شد و بردن نام او در مطبوعات و حتی در مقالات جرم شناخته می‌شد.

## نمونه اشعار
| افراشته من معتقدم شعر نسازی       |  | حیف از ادبیات که شد مسخره‌بازی |
| یک رشته اراجیف و اباطیل زننده     |  | یک سلسله لاطائل مسموم‌کننده    |
| می‌شعری و می‌چاپی و می‌خوانی و انگار |  | در نیمهٔ دی‌ماه یخی آمده بازار  |